# Неполомице (гмина)
Гмина Неполомице (пол. Gmina Niepołomice) — гмина (волость) в Польше, входит как административная единица в Величский повет, Малопольское воеводство. Население — 21.917 человек (на 2004 год).

## Сельские округа
1. Хобот
2. Охманув
3. Подленже
4. Сломируг
5. Станёнтки
6. Сухораба
7. Воля-Баторска
8. Воля-Забежовска
9. Забежув-Бохеньски
10. Загуже
11. Закшовец
12. Закшув

## Соседние гмины
1. Гмина Бискупице
2. Гмина Дрвиня
3. Гмина Гдув
4. Гмина Иголомя-Вавженьчице
5. Гмина Клай
6. Краков
7. Гмина Величка

## Известные уроженцы
- Похвальский, Юзеф Каспар (1816—1875) — польский художник.